# Závažná Poruba
Závažná Poruba este o comună slovacă, aflată în districtul Liptovský Mikuláš din regiunea Žilina. Localitatea se află la altitudinea de 616 m deasupra n.m., se întinde pe o suprafață de 18,66 km2 și în 2017 număra 1.284 de locuitori. Se învecinează cu comuna Liptovský Mikuláš.

## Istoric
Localitatea Závažná Poruba este atestată documentar din 1263.

## Demografie
| An:                | 1994 | 2004   | 2014   | 2024   |
| ------------------ | ---- | ------ | ------ | ------ |
| Număr de persoane: | 1211 | 1228   | 1252   | 1295   |
| Diferență:         |      | +1,40% | +1,95% | +3,43% |

| An:                | 2023 | 2024   |
| ------------------ | ---- | ------ |
| Număr de persoane: | 1290 | 1295   |
| Diferență:         |      | +0,38% |